# 미란다 하트
미란다 하트(영어: Miranda Hart, 1972년 12월 14일~ )는 잉글랜드의 배우이다.

## 출연 작품
- 엠마 (2020) - 베이츠 역
- 콜 더 미드와이프 5 (2016)
- 콜 더 미드와이프 4 (2015)
- 스파이 (2015)
- 콜 더 미드와이프 3 (2014)
- 콜 더 미드와이프 2 (2013)
- 미란다 시즌3 (2012)
- 콜 더 미드와이프 1 (2012)
- 미란다 시즌2 (2010)
- 인퍼들 (2010)
- 미란다 시즌1 (2009)
- 마술사(영어판) (2007)
- 아이 원트 캔디 (2007)
- 나의 특별한 동물 친구들 (2005)